# Campsicnemus montanus
Campsicnemus montanus är en tvåvingeart som beskrevs av Harmston och Frank Hall Knowlton 1942. Campsicnemus montanus ingår i släktet Campsicnemus och familjen styltflugor. Inga underarter finns listade i Catalogue of Life.